# Panicum brachyanthum
Panicum brachyanthum är en gräsart som beskrevs av Ernst Gottlieb von Steudel. Panicum brachyanthum ingår i släktet vipphirser, och familjen gräs. Inga underarter finns listade i Catalogue of Life.